# Vít Rakušan
Vít Rakušan (ur. 16 czerwca 1978 w Kolínie) – czeski polityk, nauczyciel i samorządowiec, członek Izby Poselskiej, od 2019 przewodniczący ugrupowania Burmistrzowie i Niezależni (STAN), od 2021 pierwszy wicepremier i minister spraw wewnętrznych.

## Życiorys
W 2002 ukończył historię i germanistykę na Uniwersytecie Południowoczeskim w Czeskich Budziejowicach. W 2009 został absolwentem zarządzania w oświacie na Uniwersytecie Karola w Pradze. W 2001 podjął pracę jako nauczyciel języka niemieckiego w szkole średniej Gymnázium Jiřího Ortena w Kutnej Horze.
W 2010 został radnym miejskim w Kolínie, następnie powołano go na urząd burmistrza tej miejscowości. Uzyskiwał następnie reelekcję na ten urząd (sprawował go do 2019). W 2015 dołączył do ruchu politycznego Burmistrzowie i Niezależni, w 2016 powołano go na pierwszego wiceprzewodniczącego tego ugrupowania. W 2012 wszedł w skład rady kraju środkowoczeskiego (reelekcja w 2016 i 2020). Od 2016 do 2017 pełnił również funkcję zastępcy hetmana tego kraju do spraw bezpieczeństwa i turystyki.
W wyborach w 2017 uzyskał mandat deputowanego do Izby Poselskiej. W kwietniu 2019 został nowym przewodniczącym STAN, zastąpił na tej funkcji Petra Gazdíka. W 2021 z powodzeniem ubiegał się o poselską reelekcję.
W grudniu 2021 objął stanowiska pierwszego wicepremiera oraz ministra spraw wewnętrznych w nowo powołanym rządzie Petra Fiali.

## Odznaczenia
- Krzyż Wielkiego Oficera Orderu Gwiazdy Rumunii (Rumunia, 2023)[9]